# Netgear

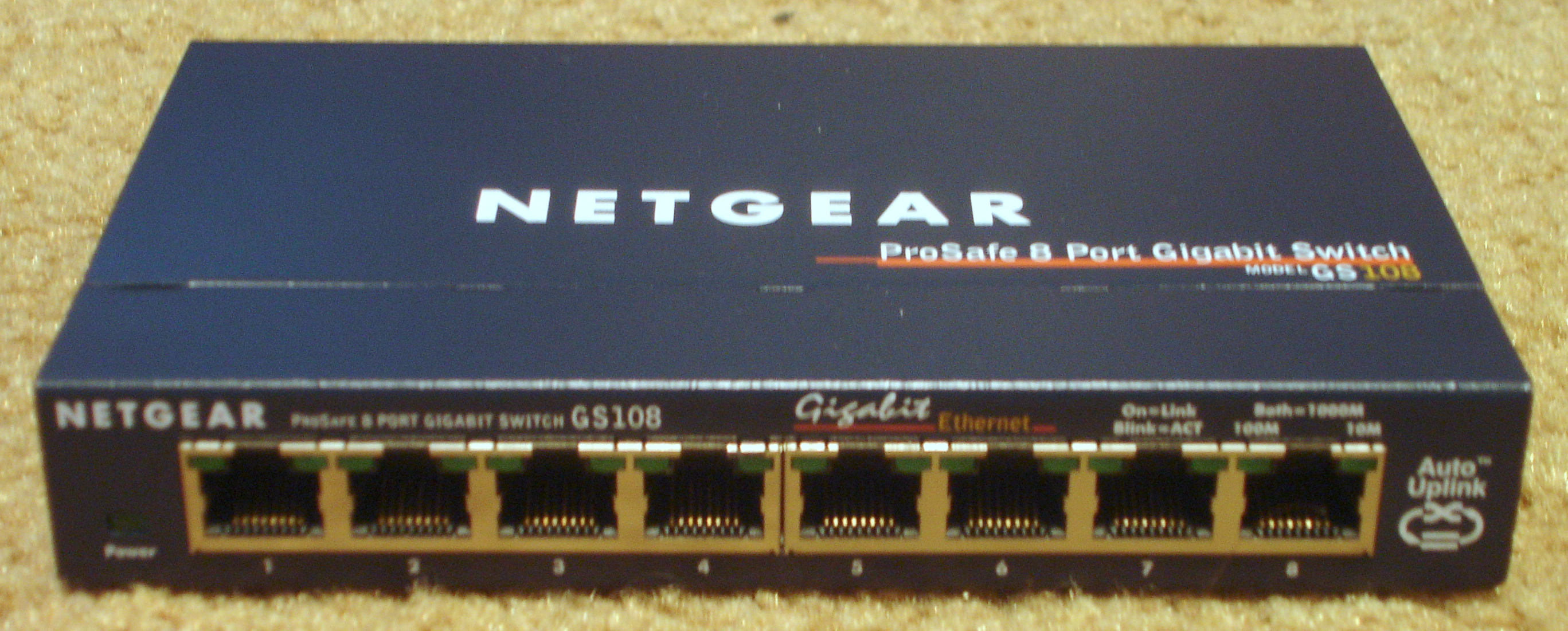
En switch tillverkad av Netgear.

Netgear är ett företag som utvecklar och säljer nätverksprodukter, främst riktade till privatkonsumenter samt små- och medelstora företag. Företaget är noterat på Nasdaq-börsen och handlas under beteckningen NTGR. Produkterna ger användaren möjlighet att dela på internetanslutningar, exempelvis olika typer av modem, routrar och nätverksswitchar samt skrivare och andra nätverksbaserade lösningar. Netgear har 4 500 återförsäljare runt om i USA, Asien och Europa.